# Kānor
Kānor är en ort i Indien.   Den ligger i distriktet Udaipur och delstaten Rajasthan, i den centrala delen av landet, 600 km sydväst om huvudstaden New Delhi. Kānor ligger 479 meter över havet och antalet invånare är 13 089.
Terrängen runt Kānor är platt. Runt Kānor är det ganska tätbefolkat, med 248 invånare per kvadratkilometer. Närmaste större samhälle är Bhindār, 11,1 km nordväst om Kānor. Trakten runt Kānor består till största delen av jordbruksmark.